# L'Américain (roman, 2004)
Pour les articles homonymes, voir L'Américain.
L'Américain est un roman de Franz-Olivier Giesbert publié en 2004.

## Résumé
L’œuvre est autobiographique. Franz-Olivier Giesbert est né dans le Delaware aux États-Unis en 1949. Il a eu quatre petits frères et sœurs. Son père, qui a fait le débarquement du 6 juin 1944, les battait sa mère et lui. En 1952, ils viennent habiter en Normandie près des parents de sa mère, et son père trouve un emploi dans l'imprimerie de son beau-père. Au lycée, il est surnommé « l'Américain ». Des années durant, il échafaude des plans pour tuer son père,,. Après la mort de ses parents, il découvre que cette mère adorée et ce père haï s'aimaient, et le parcours de ce père.